# Maria Xirau Rumbado
Maria Xirau Rumbado   (Màlaga, 1898 - Figueres, 1973) fou una fotògrafa catalana, considerada una de les primeres documentades a Figueres. Els seus pares —Matilde Rumbado de Luna, de Màlaga, i de Lluís Xirau Planadevall, de Figueres— s'havien casat a Màlaga, on nasqué Maria i els seus dos germans, Lluís i Pepe. Quan cresqueren, anaren a viure a la ciutat del pare, on conegué el fotògraf Jaume Tort, nascut el 1894 a Tossa de Mar i establert a Figueres des de 1917.
A mitjans de la dècada de 1920, es casà amb Tort i s'incorporà a l'estudi fotogràfic del carrer Monturiol, on treballà fins a l'esclat de la guerra civil espanyola. Les fotografies anaven signades amb el nom comercial de Fotografia Tort, de manera que Xirau mai firmà les seves obres. Quan Tort treballava fora de Figueres, era Xirau qui s'encarregava dels retrats d'estudi. De fet, una fotografia de 1928 captà Maria Xirau amb bata de treball davant del local, que amb els anys anaren ampliant. A més de la dedicació per la fotografia, el matrimoni oferí projeccions de cinema al carrer Ample i al mateix estudi de Figueres, on empraren el sistema de cinema amateur Pathé Baby.
El matrimoni tingué tres filles: Maria (que treballà com a retocadora de fotografia), Matilde (aparelladora, ceramista i interiorista) i Conxa. Arran dels bombardejos de la guerra civil, Xirau es refugià al mas de la Guàrdia, entre Llers i Terrades, des d'on anava a Figueres per treballar a l'estudi. Enmig de la guerra, Tort, que era simpatitzant franquista, va ser enviat a fer trinxeres; i l'estudi i els decorats foren cremats, cosa que impedí la conservació de gran part del seu fons fotogràfic. Un cop finalitzat el conflicte armat, no pogueren refer el negoci i la parella se separà. De gran, Xirau es mudà a Barcelona amb les tres filles fins que retornà a l'Empordà. Morí a Figueres el 1973 després d'uns anys per causa de la malaltia d'Alzheimer.
L'obra de Maria Xirau formà part el 2020 de l'exposició Pintar, crear, viure. Dones artistes a l'Alt Empordà (1830-1939) al Museu de l'Empordà.